# Liste des ministres italiens du Commerce et de la Monnaie
Cet article dresse la liste des ministres italiens du Commerce et de la Monnaie entre 1937 et 1944, période d'existence du ministère.

## Liste des ministres
| Ministre | Ministre                 | Mandat                             | Parti | Parti       | Gouvernement  |
| -------- | ------------------------ | ---------------------------------- | ----- | ----------- | ------------- |
|          | Felice Guarneri          | 20 novembre 1937 – 31 octobre 1939 |       | PNF         | Mussolini     |
|          | Raffaello Riccardi       | 31 octobre 1939 – 18 février 1941  |       | PNF         | Mussolini     |
|          | Salvatore Gatti          | 18 février 1941 – 8 mai 1941       |       | PNF         | Mussolini     |
|          | Raffaello Riccardi       | 8 mai 1941 – 6 février 1943        |       | PNF         | Mussolini     |
|          | Oreste Bonomi            | 6 février 1943 – 25 juillet 1943   |       | PNF         | Mussolini     |
|          | Giovanni Acanfora        | 25 juillet 1943 – 24 février 1944  |       | Indépendant | Badoglio I    |
|          | Guido Jung (par intérim) | 24 février 1944 – 2 juin 1944      |       | Indépendant | Badoglio I·II |